# Xylotoles gracilis
Xylotoles gracilis là một loài bọ cánh cứng trong họ Cerambycidae.